# 絶命 (曲)
「絶命」（ぜつめい）は、神が残した夢を喰う。の楽曲。デジタル配信限定シングルとして2025年6月25日に各音楽配信サービスにてリリースされた。

## 概要
前作『500W』から約2か月ぶりのリリースとなり、前作に続きリリース前である6月17日にTikTokにて音源の先行配信が行われた。
当初は「どうせいつか死ぬ命だ。」という曲名でリリースされる予定だったが、TikTokでの先行配信の際、「死ぬ」の単語が使用できず、危うくアカウントが凍結されかける事態となった為、急遽変更となった。
2025年6月15日に、InstagramとTikTokにて初公開され、同日、YouTubeにてメンバーシップ会員限定で、楽曲のワンコーラスのみがリリースに先駆けて公開された。

## 収録内容
| #         | タイトル  | 作詞      | 作曲                     | 編曲      | 時間 |
| --------- | --------- | --------- | ------------------------ | --------- | ---- |
| 1.        | 「絶命」  | はるくん  | はるくん、TAITAI、マイキ | マイキ    | 4:36 |
| 合計時間: | 合計時間: | 合計時間: | 合計時間:                | 合計時間: | 4:36 |